# Infarto cerebral posterior
El término infarto cerebral posterior se refiere a un tipo de accidente cerebrovascular que afecta la circulación posterior de uno de los dos lados del cerebro, por lo que ocasiona un déficit transitorio o definitivo del funcionamiento de una o varias partes de ese lado del cerebro, bien sea por un mecanismo isquémico o hemorrágico. Principalmente se asocia con oclusiones de la arteria cerebral posterior por lo que afectan la visión y el pensamiento, produciendo ceguera que afecta la mitad contralateral de la visión, ceguera cortical, agnosia visual, alteración del estado mental y deterioro de la memoria.
La oclusión y posterior infarto en el territorio de la arteria cerebral posterior comprende el 10% de todos los infartos cerebrales y puede ser bilateral en el 25% de los casos.